# Darktable
darktable è un software libero multipiattaforma per l'elaborazione fotografica e lo sviluppo dei file raw.
Contrariamente ai classici editor di grafica raster come Adobe Photoshop o GIMP, darktable comprende un sottoinsieme di operazioni di editing delle immagini specificamente finalizzate alla post-produzione di foto non distruttive. Si concentra principalmente sul miglioramento del flusso di lavoro di un fotografo, facilitando la gestione di un gran numero di immagini.
È liberamente disponibile per la maggior parte delle principali distribuzioni Linux, macOS e Solaris e Windows ed è uscito sotto licenza GNU General Public License 3 o successiva.

## Caratteristiche
darktable applica il concetto di editing non distruttivo, simile a quello di altri software di manipolazione raw. Anziché essere immediatamente applicato ai dati raster dell'immagine, il programma conserva i dati dell'immagine originale fino al rendering finale nella fase di esportazione (i parametri di regolazione apportati da un utente sono comunque visibili in tempo reale). Il programma presenta profili ICC integrati, accelerazione GPU (basata su OpenCL) e supporta i formati di immagine più comuni.

### Caratteristiche principali
- Editing non distruttivo fino al termine del flusso di sviluppo.
- Sfruttamento delle caratteristiche dei file raw grazie all'utilizzo di buffer a 32 bit a virgola mobile con istruzioni SSE
- Gestione del colore con rilevamento automatico del profilo colore del monitor su gran parte dei sistemi
- Filtraggio e ordinamento delle immagini in base ad etichette, valutazioni (stelle), etichette colore ed altro.
- Anteprima immagine ingrandibile a zero latenza.
- Scatto remoto. Grazie a gPhoto è possibile utilizzare un'ampia gamma di fotocamere in modalità remota
- darktable salva i metadati e le impostazioni di sviluppo in file XMP esterni e nel suo veloce database interno. Tutti i dati Exif sono letti utilizzando libexiv2

### Maschere
Una delle principali novità della versione 1.4 è il supporto per maschere disegnate, che consente l'applicazione di effetti alle aree specificate manualmente di un'immagine. Sono disponibili cinque tipi di maschera: pennello, cerchio, ellisse, curva di Bézier e sfumatura. Tutti sono ridimensionabili, consentono il raggio di dissolvenza per una miscelazione uniforme e possono avere la loro opacità controllata. Un numero arbitrario di maschere può essere creato e raccolto in un "gestore di maschere" sul lato sinistro dell'interfaccia utente della camera oscura.
darktable permette anche l'utilizzo delle cosiddette maschere parametriche, potentissime maschere applicabili in modo arbitrario in base al canale colore, alla luminosità, alla saturazione, ecc.
A partire da darktable 3.0 i controlli delle maschere sono stati ulteriormente raffinati rendendole uno strumento estremamente efficace e versatile.

### Colore
darktable ha il supporto incorporato per i profili ICC per gli spazi colore sRGB, Adobe RGB, XYZ e RGB lineare.

### Importazione/esportazione
Possono essere importati i formati d'immagine raw, immagini JPEG, HDR e PFM da disco o da fotocamera. Le immagini prodotte possono essere esportate su Google Foto, Flickr, Facebook, inviate via e-mail, su una semplice galleria web basata su HTML oppure come JPEG, PNG, TIFF, PPM, PFM e immagini EXR.

### Scripting
darktable può essere controllato da script scritti in Lua versione 5.2. Lua può essere utilizzato per definire le azioni che darktable eseguirà ogni volta che viene attivato un evento specificato. Un esempio potrebbe essere chiamare un'applicazione esterna durante l'esportazione dei file per applicare ulteriori passaggi di elaborazione all'esterno di darktable.

### Istogrammi
Sono disponibili vari tipi di istogrammi, tutti con canali selezionabili individualmente in rosso, verde e blu: lineare, logaritmico e forma d'onda (dalla versione 1.4).

## Interfaccia utente

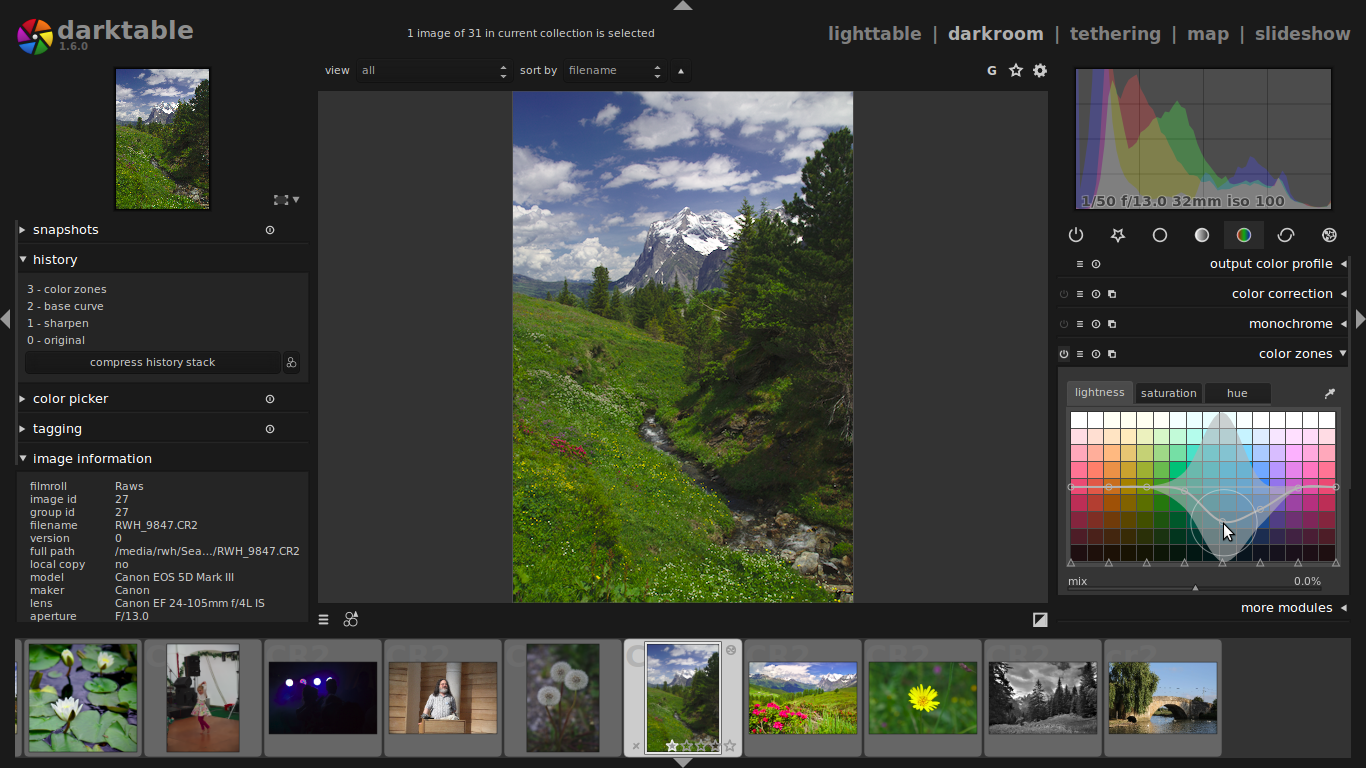
darktable 1.6, vista "camera oscura".

darktable ha due modalità principali, tavolo luminoso e camera oscura. In 'tavolo luminoso' si possono gestire i files mentre in 'camera oscura' questi possono essere sviluppati. Altre modalità sono tethering (scatto remoto), presentazione, stampa e mappa. All'avvio, "tavolo luminoso" si apre di default, questa è la vista dalla quale è possibile interagire con le raccolte di immagini. Tutti i pannelli in tutte le modalità possono essere minimizzati per risparmiare spazio sullo schermo.

### Tavolo luminoso
La modalità tavolo luminoso mostra la raccolta delle foto e permette di selezionarle, categorizzarle e dalla barra a sinistra permette di visualizzare i dati Exif ed esportare le foto selezionate.

### Camera oscura
La modalità camera oscura è invece dedicata alla modifica delle foto, dalla barra a sinistra sono presenti tutti i filtri applicabili alla foto.

### Altre
Ci sono altre modalità come la possibilità di effettuare un tethering tramite gPhoto per alcune delle fotocamere che lo supportano, una vista per visualizzare tutte le foto in slideshow, una per la gestione della stampa ed infine una per geotaggare le foto.

## Plugins

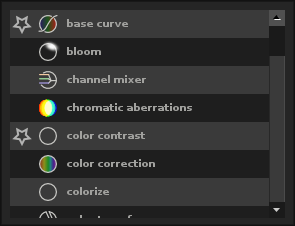
Alcuni plugin della versione 1.2

darktable include una vasta gamma di plugin per la regolazione dell'immagine, i quali sono divisi in 5 gruppi:
- Regolazioni di base: ritaglio, rotazione, contrasto, luminosità, esposizione, bilanciamento del bianco, curva di base, ecc.

- Tonalità: luce di riempimento, sistema zonale, livelli per impostare i punti di bianco, grigio e nero, ecc.
- Colore: tra cui regolazione della tonalità, simulazione delle pellicole Velvia ecc.
- Correzione: per effettuare varie correzioni come affilatura dei bordi, riduzione del rumore, correzione dell'aberrazione delle lenti, aberrazioni cromatiche, ecc.
- Effetti: veri e propri effetti di post-processing come watermark, regolazione luci e ombre, grana, vignettatura, ecc.